# Gut Holthausen

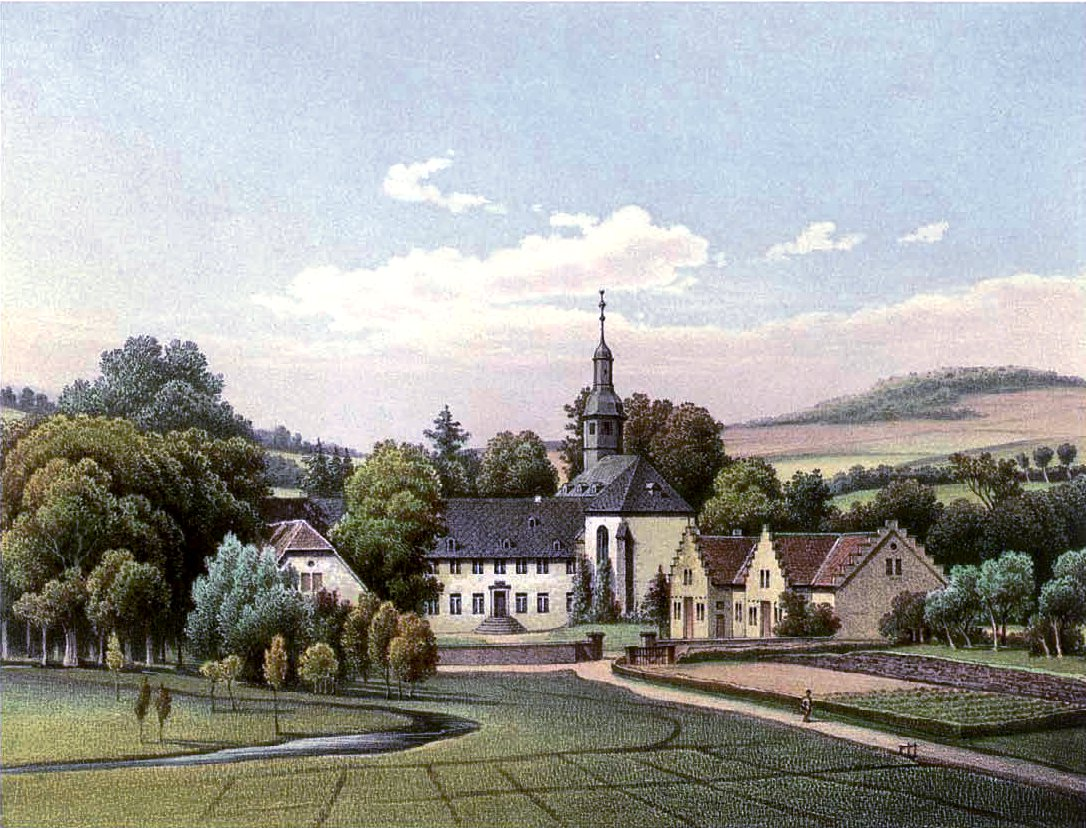
Gut Holthausen um 1860, Sammlung Alexander Duncker

Das  Gut Holthausen liegt im Stadtgebiet von Büren im Kreis Paderborn. Es ist ein ehemaliges Kloster der Zisterzienserinnen. Heute befindet sich der Gutshof in Privatbesitz.

## Geschichte
Das Kloster wurde Anfang der 1240er Jahre als Familienkloster von den damaligen Edelherren und Vettern Bertold dem Älteren und Bertold dem Jüngeren von Büren erbaut. Im Jahre 1243 wird der Konvent in einer Urkunde erstmals erwähnt. Eine Inkorporation in den Zisterzienserinnenorden ist zwar nicht belegt, dafür aber die Visitationen des Abts des Klosters Bredelar. Das Kloster rekrutierte vor allem Töchter der Bürener Ministralen.
Trotz Umbauarbeiten im 18. Jahrhundert und dem Bau einer barocken Klosterkirche St. Peter und Paul mit einem für die Zisterzienserinnen üblichen Dachreitern lässt sich noch heute die mittelalterliche Anlage erkennen. Der Innenhof mit Kreuzgang wird von einem zweigeschossigen Gebäudegeviert umschlossen. Die Kirche nimmt den Nordflügel ein. Am 16. September 1810 wurde das Kloster durch die Säkularisation aufgelöst.
Zusammen mit dem dazugehörenden Landbesitz von 168 ha fand Kloster Holthausen in Franz-Joseph Freiherr von und zu Brenken 1811 einen Käufer, der es zum Gutsbetrieb umbaute. 1846 entstand das landwirtschaftliche Vorgebäude.
Während des Ersten Weltkrieges wurde auf dem Gut Holthausen ein Kriegsgefangenenlager, speziell für deutschstämmige Russen, die sich wieder in Deutschland niederlassen wollten, eingerichtet. Mit Hilfe des „Fürsorgevereins für Rückwanderer“ wurden diese Kriegsgefangenen dort gesammelt und nach dem Krieg auf die Rückführung vorbereitet.
Im Jahre 1944 nahm Maria Freifrau von Fürstenberg geb. Freiin von Brenken ihren Wohnsitz in Holthausen. Das Anwesen wird bis heute von der Familie der Freiherren von Fürstenberg bewohnt.

## Orgel
Die Orgel der ehemaligen Klosterkirche wurde 1764 von einem unbekannten Orgelbauer erbaut und hat 7 Register auf einem Manual (C, D–d1) mit den Stimmen Salicional 8′, Gedackt 8′, Principal 4′, Quinte 2 2⁄3′, Oktave 2′, Mixtur III und Trompete 8′. Letztere beiden Register wurden erst später hinzugefügt. 2005 wurde dieses Instrument restauriert, und fehlendes Pfeifenmaterial ergänzt. Die seitliche Spielanlage ist original erhalten. Eine Besonderheit ist das angehängte Messerrückenpedal (C, D–d1). Der Prospekt ist stumm. Das 8′-Register Gedackt wurde vermutlich bereits von 1764 erbaut.